# Вооружённые силы Парагвая
Вооружённые силы Парагвая (исп. Fuerzas Armadas de Paraguay) — совокупность войск Республики Парагвай, предназначенная для защиты свободы, независимости и территориальной целостности государства. Состоят из трёх родов войск:
- сухопутные войска;
- военно-морские силы;
- военно-воздушные силы.

## История
Вооружённые силы Парагвая были созданы после получения независимости, в первой половине XIX века.
В 1910 году общая численность вооружённых сил составляла около 1 тыс. человек (один пехотный батальон, вооружённый 7,65-мм магазинными винтовками Маузера обр. 1907 года и пулемётами Максима; один кавалерийский эскадрон из 120 человек, вооружённый 7,65-мм карабинами Маузера и одна артиллерийская батарея из четырёх немецких 75-мм полевых пушек Круппа). 
Во время Первой мировой войны Парагвай объявил о своём нейтралитете, в октябре 1933 года - подписал пакт Сааведра Ламаса.
Военное сотрудничество c США усилилось в ходе Второй мировой войны, однако в связи с географическим положением (на значительном удалении от стран "оси" и театров военных действий) и нейтралитетом страны (Парагвай сохранял нейтралитет до 7 февраля 1945 года) общий объём военной помощи в 1939-1945 гг. был небольшим. По программе ленд-лиза было поставлено 33 самолёта (два лёгких транспортных С-45 "Expeditor", три учебных AT-6, 18 учебных Fairchild PT-19 и 10 учебных Vultee BT-13), 128 автомашин; три 37-мм противотанковые пушки М3; 90 шт. 81-мм миномётов М1; 12 шт. 12,7-мм пулемётов М2, а также боеприпасы, снаряжение и иное военное имущество.
В сентябре 1947 года в Рио-де-Жанейро был подписан Межамериканский договор о взаимной помощи, к которому присоединился Парагвай. В военной школе США в зоне Панамского канала началась подготовка парагвайских военнослужащих.
В 1961, 1964 и 1967 году войска использовались для подавления забастовок. 
В 1965 году Парагвай оказал помощь США в оккупации Доминиканской Республики, отправив в эту страну 180 военнослужащих (в конце мая 1965 года они были доставлены в Доминиканскую республику самолётами США).
В 1972 году общая численность вооружённых сил составляла около 14 тыс. человек, основой являлась армия (свыше 11 тыс. человек - 1 кавалерийская бригада, 6 полков пехоты и 5 инженерных батальонов); в ВВС имелось около 1 тыс. человек и 100 самолётов; в ВМС - около 2 тыс. человек, 3 канонерские лодки и 5 сторожевых кораблей.
К началу 1977 года общая численность вооружённых сил составляла 17 тыс. человек (из них 12 тыс. в составе сухопутных войск, 3 тыс. в ВВС и 2 тыс. в ВМФ).
Парагвай направил подразделение военнослужащих в состав миротворческого контингента ООН на Гаити

## Современное состояние
По состоянию на начало 2022 года общая численность регулярных вооруженных сил составляла 13,95 тыс. человек (7,4 тыс. в составе армии, 3,8 тыс. в составе военного флота и 2,75 тыс. в составе ВВС), ещё 14,8 тыс. служили в военизированных формированиях специальной полиции.